# Cuenca de Campos
Cuenca de Campos est une commune de la province de Valladolid dans la communauté autonome de Castille-et-León en Espagne.

## Sites et patrimoine
- Église des saints Justo et Pastor (es) et musée paroissial d'art sacré.
- Église Santa María del Castillo (es).
- Chapelle San Bernardino de Siena.
- Monastrère de las Claras de San Bernardino.
- Tour del "Conjuradero".

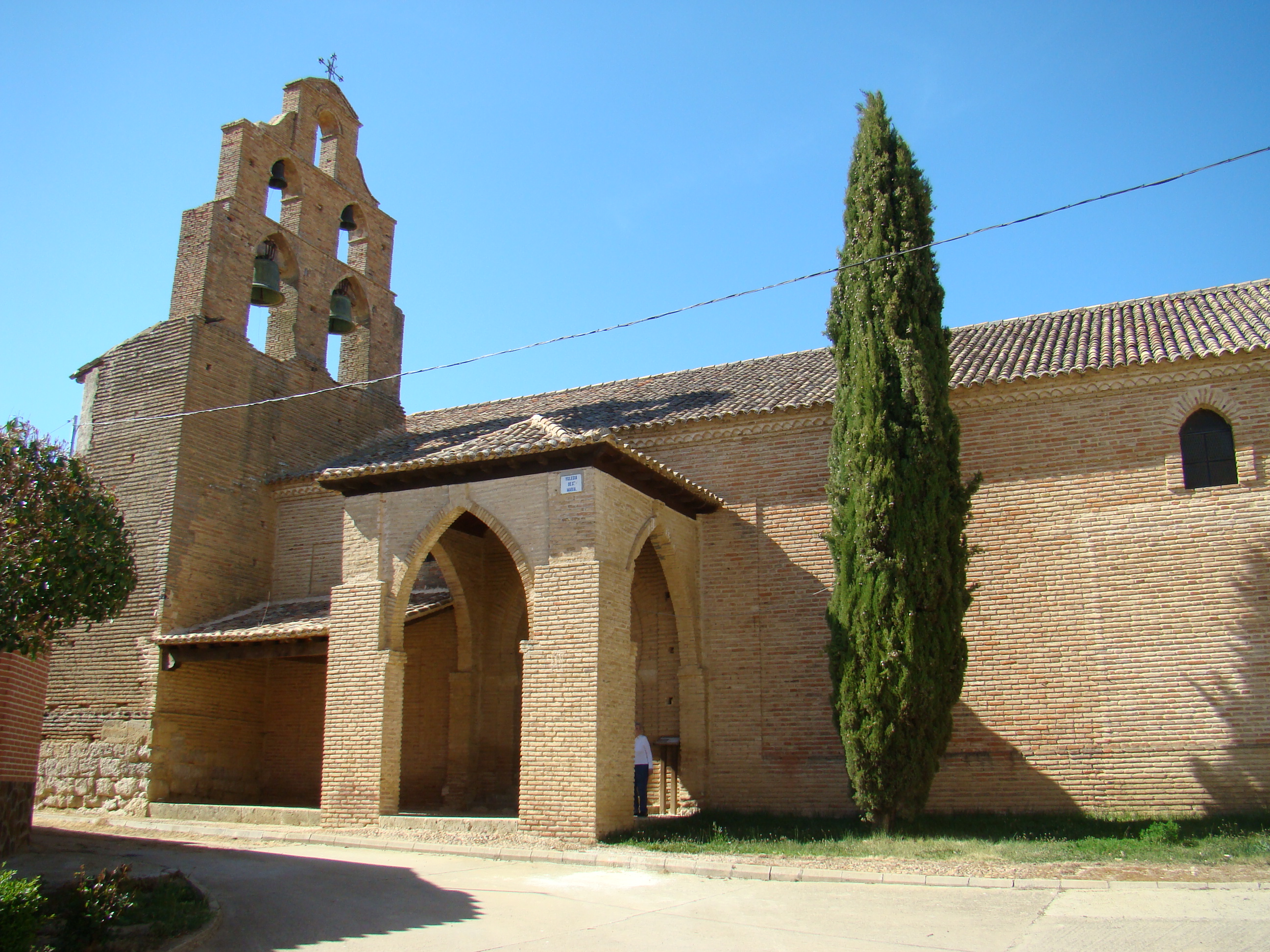
Église Santa María del Castillo.
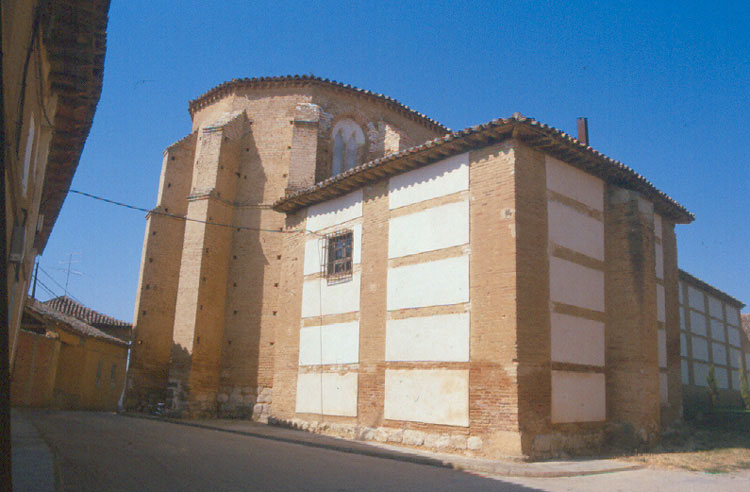
Église Santa María del Castillo. Fondation Joaquín Díaz.
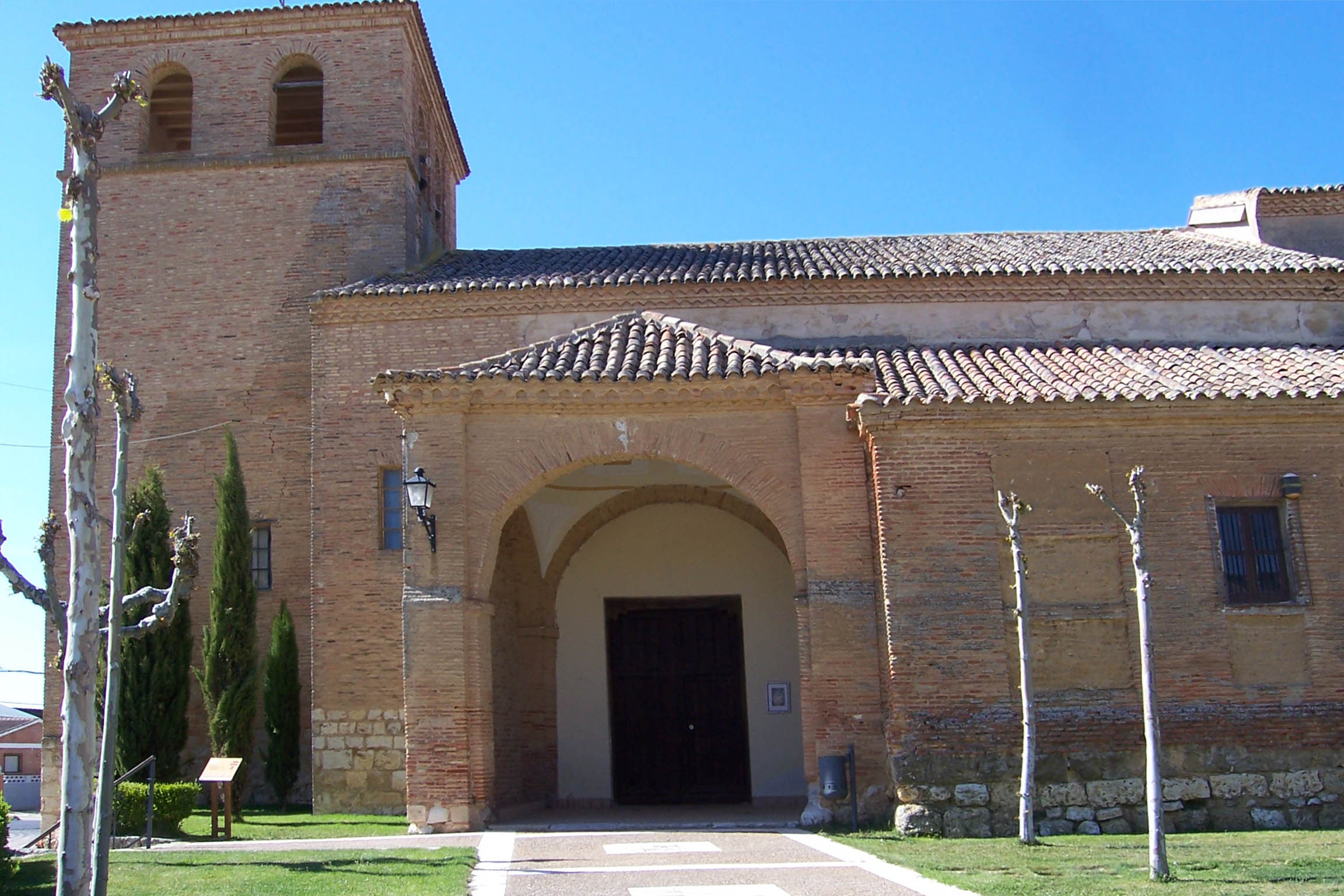
Église des saints Justo et Pastor.
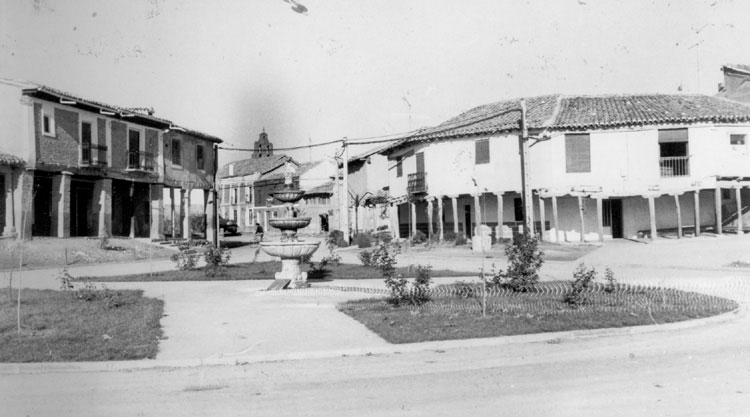
Plaza porticada de Cuenca de Campos. Fondation Joaquín Díaz.